# The Mayor
The Mayor è una serie televisiva statunitense creata da Jeremy Bronson.
Il 4 gennaio 2018, ABC ha cancellato la serie e i restanti quattro episodi sono stati pubblicati su Hulu.

## Episodi
| Stagione       | Episodi | Prima TV USA | Prima TV Italia |
| -------------- | ------- | ------------ | --------------- |
| Prima stagione | 13      | 2017-2018    | inedita         |

## Personaggi e interpreti

### Personaggi principali
- Courtney Rose, interpretato da Brandon Micheal Hall.
- Valentina "Val" Barella, interpretata da Lea Michele.
- Jermaine Leforge, interpretato da Bernard David Jones.
- T.K. Clifton, interpretato da Marcel Spears.
- Dina Rose, interpretata da Yvette Nicole Brown.

### Personaggi secondari
- Kitty Cavanaugh, interpretata da Jillian Armenante.
- Ed Gunt, interpretato da David Spade.

### Guest star
- Mac Etcetera, interpretato da Daveed Diggs.
- Dick, interpretato da Larry Joe Campbell.
- Vern Corker, interpretato da Larry Wilmore.
- Gabby Montoya, interpretata da Anabel Munoz.
- Reverendo Ocho Okoye, interpretato da Arsenio Hall.
- Fox, interpretata da Kristen Johnston.